# Olympia (Washington)

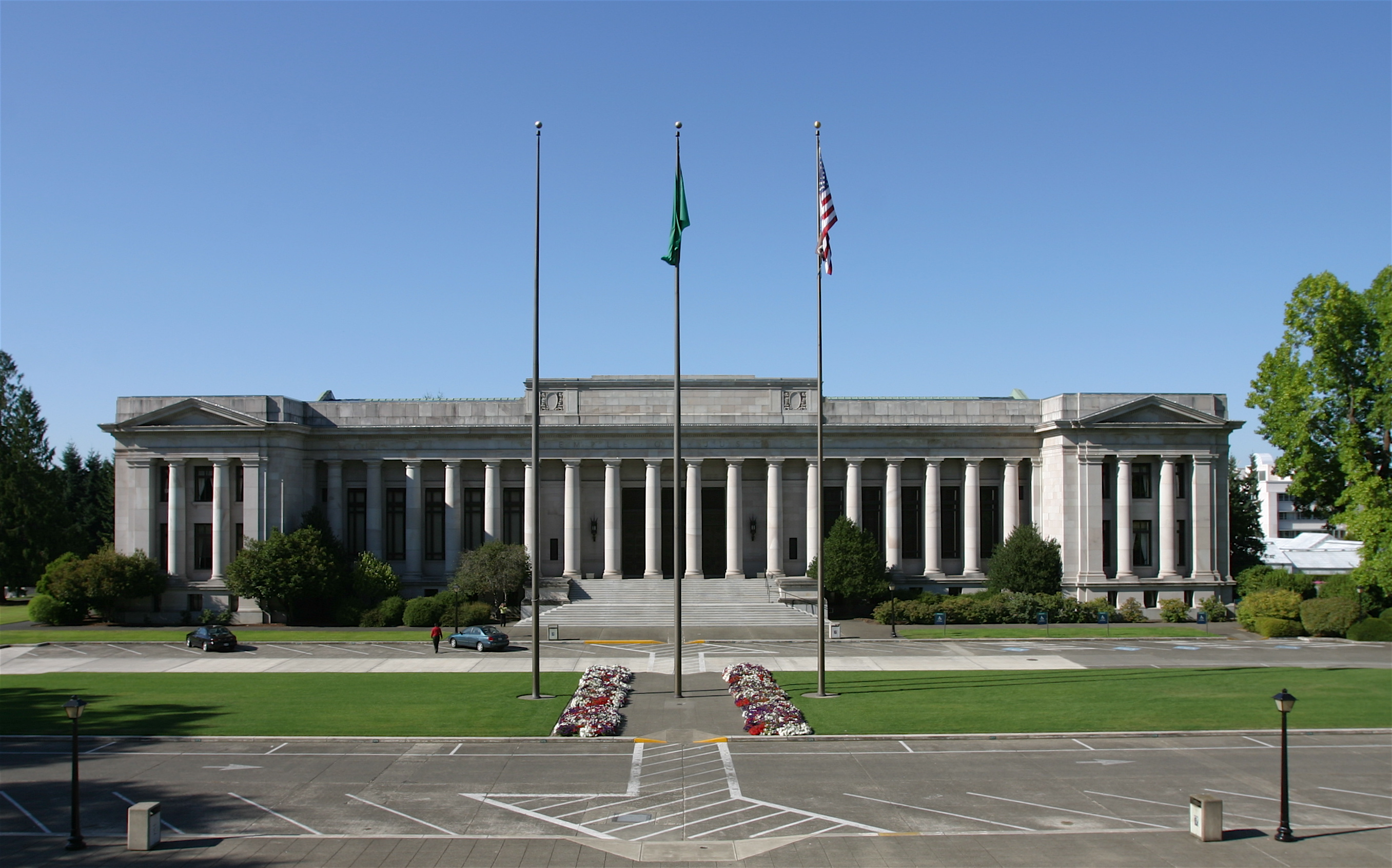
Justizpalast

Olympia ist die Hauptstadt des US-Bundesstaates Washington und der Verwaltungssitz von Thurston County. Das U.S. Census Bureau hat bei der Volkszählung 2020 eine Einwohnerzahl von 55.605 ermittelt.

## Geographie
Die Stadt liegt im westlichen Teil des Bundesstaates und ist ein Zentrum für Handel, Industrie und Güterverkehr. Wichtige Industriezweige sind Holz- und Nahrungsmittelindustrie sowie die Herstellung von Kartonagen und Wohnmobilen. Daneben sind Fremdenverkehr und Fischfang von wirtschaftlicher Bedeutung. Die Gegend von Olympia ist besonders wegen ihrer Austern bekannt. Zu den Sehenswürdigkeiten der Stadt gehören das State Capitol Museum, dessen Sammlungen indianisches Kunstgewerbe, naturkundliche Ausstellungsstücke und Gemälde umfassen, und das Sylvester House (1856), Wohnstätte eines der ersten Siedler in diesem Gebiet. Erwähnenswert ist außerdem die Kapitol-Gruppe, die zwischen 1911 und 1935 erbaut wurde und zu der das Gebäude der Gesetzgebung, der Justizpalast und vier weitere Gebäude mit Blick auf den Hafen gehören. In der Nähe der Stadt liegen der Mount Rainier und der Olympic-Nationalpark.

## Geschichte
Das Gebiet war lange Zeit vom Indianerstamm der Nisqually bewohnt. Um 1850 wurde es von Amerikanern europäischer Abstammung besiedelt, die der Siedlung den Namen Smithfield gaben. 1850 wurde die Stadt planmäßig angelegt. Sie erhielt den neuen Namen Olympia, der auf die landschaftlich schönen Olympic Mountains zurückgeht, die man von der Stadt aus sehen kann. 1853 wurde Olympia Hauptstadt des Washington-Territoriums und später des Bundesstaates, als dieser 1889 der Union beitrat. 

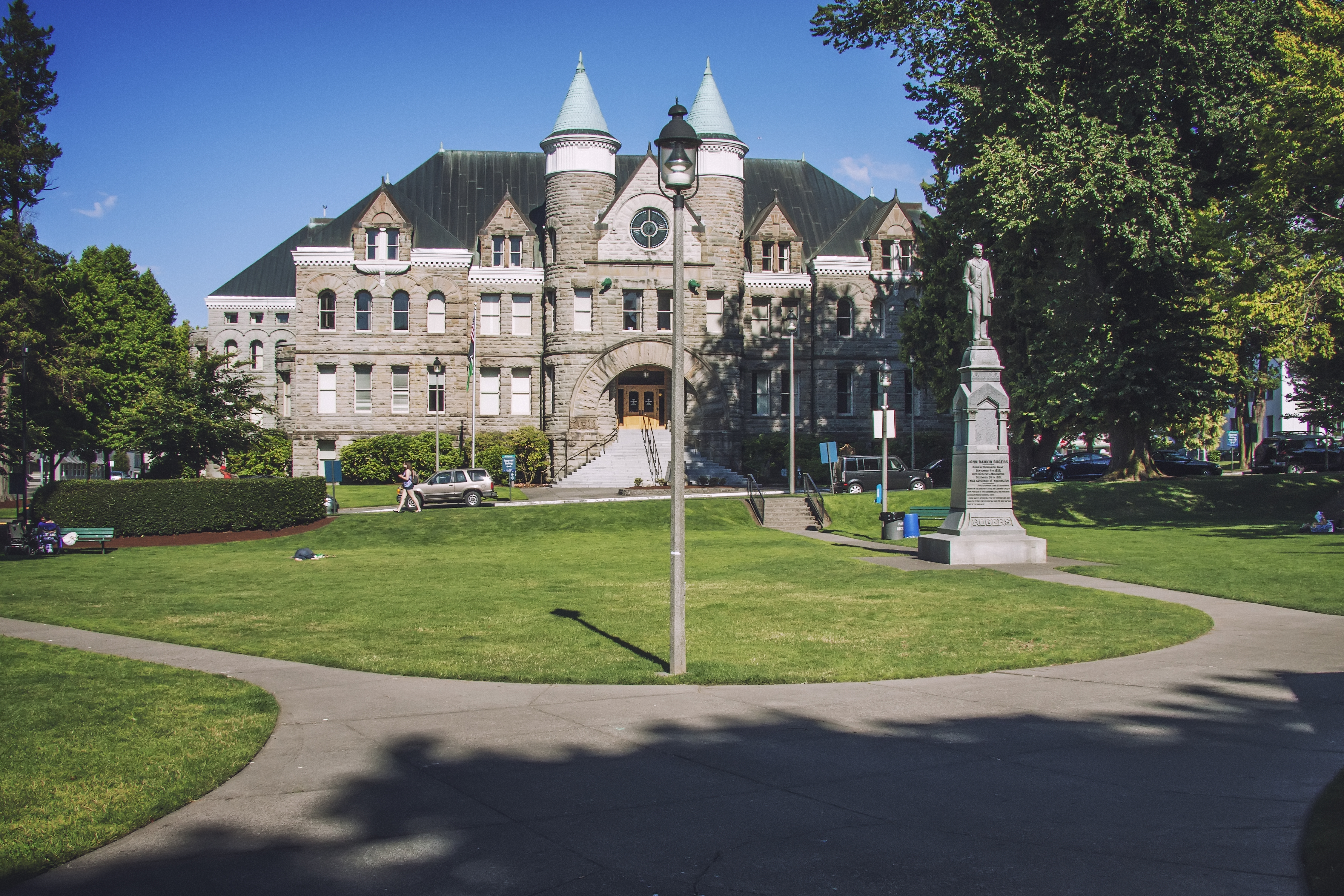
Das Old Capitol Building ist einer von 38 Einträgen der Stadt im NRHP.

Der National Park Service weist für Olympia 38 Einträge im National Register of Historic Places (NRHP) aus (Stand 13. November 2018).

### Einwohnerentwicklung
| Jahr | Einwohner |
| ---- | --------- |
| 1980 | 27.447    |
| 1990 | 33.729    |
| 2000 | 42.514    |
| 2010 | 46.478    |
| 2020 | 55.605    |

## Kultur
Die College-Stadt entwickelte sich in den 1990er Jahren zum Ausgangspunkt und Zentrum der Riot-Grrrl-Bewegung, die sich um das Independent-Label Kill Rock Stars entwickelte und eine reiche feministische, schwullesbische und von Punk geprägte Subkultur hervorbrachte. Innerhalb dieser Szene gründeten sich in Olympia zahlreiche bekannte Bands, darunter Bikini Kill, Sleater-Kinney oder später auch Gossip. Außerdem lebten Kurt Cobain und Dave Grohl von Nirvana 1990 in Olympia, Washington gemeinsam in einer kleinen heruntergekommenen Wohnung in einem baufälligen Altbau. Zudem sitzt das Independent-Label K Records, das von dem Rockmusiker Calvin Johnson gegründet wurde, in dieser nordwestamerikanischen Stadt.

## Schule
- Evergreen State College ist ein Staatliches Liberal-Arts-College in Olympia

## Verkehr
Der Nahverkehr in Olympia ist seit 2020 kostenfrei nutzbar.

## Söhne und Töchter der Stadt
- Donald Hume (1915–2001), Ruderer
- Chuck Stentz (1926–2018), Jazzmusiker
- Warren Westlund (1926–1992), Ruderer
- Peter Kennedy (* 1927), Eiskunstläufer
- Jack Hartman (* 1937), Radsportler[8]
- Dean MacCannell (* 1940), Soziologe
- Bruce E. Wampold (* 1948), Professor und Psychologe
- Douglas Massey (* 1952), Soziologe
- Calvin Johnson (* 1962), Gitarrist, Sänger, Songwriter, Musikproduzent und Disc Jockey
- Kasey Keller (* 1969), Fußballspieler
- Sarah Jones (* 1973), Ruderin[9]
- Michael Glatze (* 1975), ehemaliger LGBT-Aktivist
- Chiwoniso Maraire (1976–2013), simbabwische Sängerin, Musikerin und Songwriterin
- Rachel Corrie (1979–2003), Friedensaktivistin
- Catherine Lamb (* 1982), Komponistin
- Colin O’Brady (* 1985), Extremsportler
- Eloise Mumford (* 1986), Schauspielerin
- Mitch Fettig (* 1996), American-Football-Spieler
- Colton Smith (* 2003), Tennisspieler
- Amanda Moll (* 2005), Stabhochspringerin
- Hana Moll (* 2005), Stabhochspringerin

## Klimatabelle
|                       | Jan  | Feb | Mär  | Apr  | Mai  | Jun  | Jul  | Aug  | Sep  | Okt  | Nov  | Dez |   |      |
| Mittl. Tagesmax. (°C) | 6,9  | 9,7 | 12,2 | 14,9 | 18,5 | 21,6 | 24,7 | 25,1 | 21,7 | 15,8 | 10,0 | 6,8 | ⌀ | 15,7 |
| Mittl. Tagesmin. (°C) | −0,2 | 0,4 | 0,9  | 2,3  | 5,0  | 8,0  | 9,6  | 9,7  | 7,1  | 3,8  | 1,7  | 0,1 | ⌀ | 4,1  |
|                       |      |     |      |      |      |      |      |      |      |      |      |     |   |      |
| Niederschlag (mm)     | 204  | 147 | 126  | 84   | 53   | 41   | 21   | 33   | 57   | 110  | 205  | 206 | Σ | 1287 |
|                       |      |     |      |      |      |      |      |      |      |      |      |     |   |      |
| Regentage (d)         | 17   | 15  | 15   | 12   | 9    | 6    | 4    | 4    | 7    | 11   | 17   | 18  | Σ | 135  |
|                       |      |     |      |      |      |      |      |      |      |      |      |     |   |      |
| Luftfeuchtigkeit (%)  | 87   | 84  | 79   | 75   | 71   | 71   | 70   | 72   | 77   | 84   | 88   | 89  | ⌀ | 78,9 |

| −0,2 |

| 0,4 |

| 0,9 |

| 2,3 |

| 5,0 |

| 8,0 |

| 9,6 |

| 9,7 |

| 7,1 |

| 3,8 |

| 1,7 |

| 0,1 |

| −0,2 |

| 0,4 |

| 0,9 |

| 2,3 |

| 5,0 |

| 8,0 |

| 9,6 |

| 9,7 |

| 7,1 |

| 3,8 |

| 1,7 |

| 0,1 |